# Sétimo Antíoco
Sétimo (português brasileiro) ou Septímio (português europeu) Antíoco (em latim: Septimius Antiochus) foi um nobre palmireno e usurpador contra o imperador Aureliano (r. 270–275) em 273. Era filho do rei de reis Odenato (r. 252–267) e da augusta Zenóbia (r. 267–272). Em 273, os rebeldes que apoiaram Sétimo Apseu decidiram proclamá-lo imperador, e ele aparentemente aceitou, mas a usurpação durou pouco tempo. Quando informado do ocorrido, Aureliano marchou com suas tropas contra Palmira, punindo severamente a cidade, mas aparentemente poupou Antíoco. Nada de sabe de seu destino depois disso.

## Família

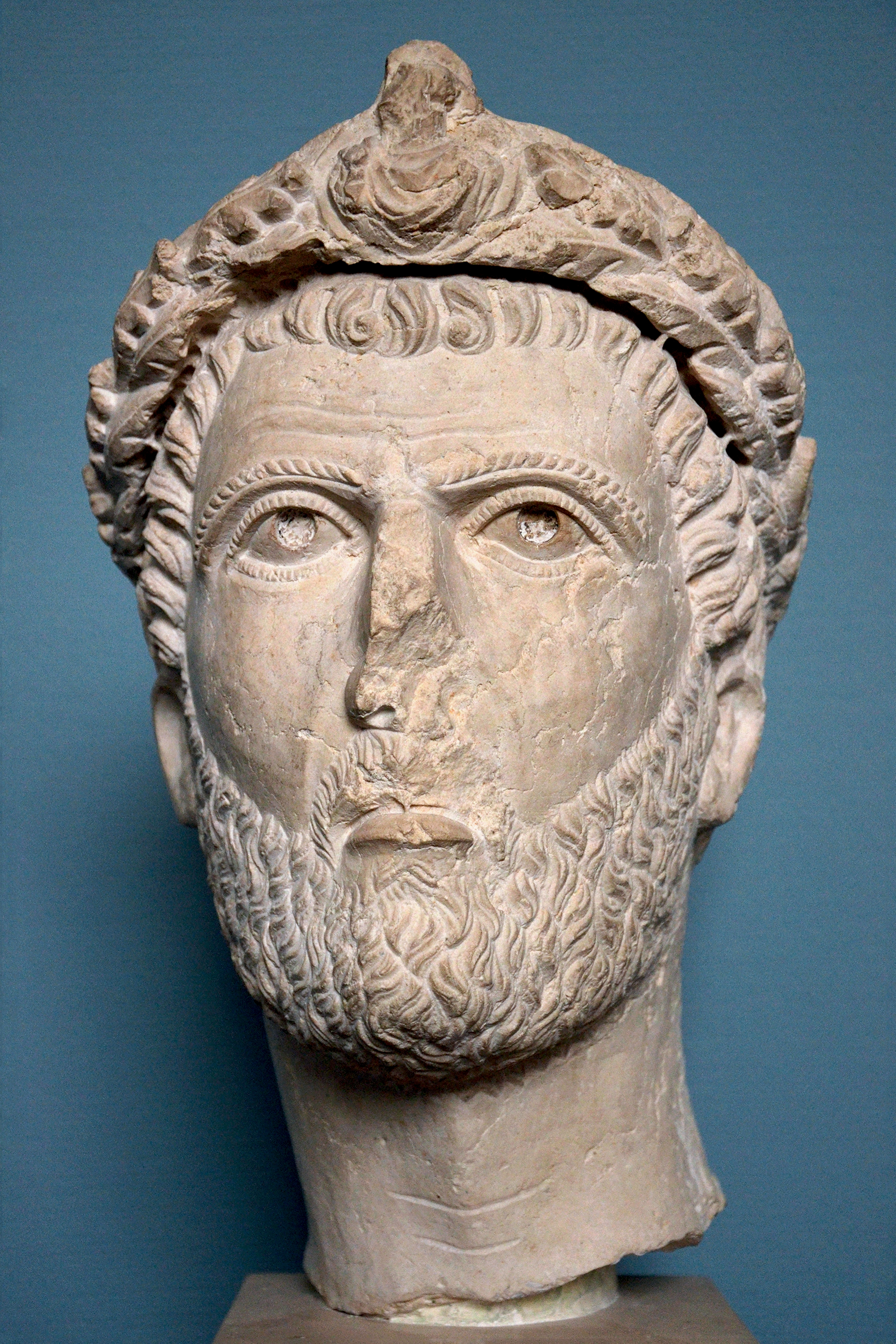
Possível busto de Odenato em calcário. Gliptoteca Ny Carlsberg, Copenhague

Era filho de Odenato e sua segunda esposa Zenóbia, neto de Heranes, bisneto de Vabalato e tataraneto de Nasor. Era meio-irmão de Heranes I, fruto da relação de Odenato com esposa anterior, e irmão de duas moças, cujos nomes não são conhecidos mas se sabe que se casaram, respectivamente, com o imperador Aureliano (r. 270–275) e um senador romano, e também Vabalato e Heranes II. A História Augusta (HA) menciona outros dois filhos de Zenóbia, Hereniano e Timolau, cuja existência é questionada; alguns pensam que o primeiro era variante do nome de Heranes II, ao passo que o segundo pode ser uma figura fabricada, um indivíduo de fato (cujo nome, aqui registrado na forma latinizada, tem a variante palmirena Taimallat), ou mesmo uma corrupção do nome de Vabalato.

## Vida
Em 272, Aureliano conquistou o Império de Palmira e Zenóbia e Vabalato foram levados consigo como cativos. Em 273, após o fim da revolta de Sétimo Apseu, os rebeldes aproximaram-se de Marcelino, governador designado de Aureliano, e tentaram fazê-lo aceitar a púrpura. Marcelino fingiu concordar e enviou secretamente uma carta a Aureliano informando a situação; enquanto esperavam sua decisão, os rebeldes elevaram Sétimo Antíoco como imperador. Ao receber os informes, Aureliano reagiu rapidamente e na primavera alcançou a cidade, que foi punida severamente. Apesar disso, Antíoco foi alegadamente poupado. Nada se sabe sobre o destino do mesmo depois de a revolta ser debelada.[a]
Foi proposto que Antíoco poderia ser identificado com o Aquileu citado na História Augusta no mesmo contexto. De acordo com a obra, após subjugar Palmira, Aureliano deixou Sandário com guarnição de 600 arqueiros. Ao matar Sandário, os locais proclamaram Aquileu, aqui designado como parente de Zenóbia, como novo governante. Ao saber disso, Aureliano retornou da Europa e devastou a cidade.  Outros estudiosos, no entanto, associam Aquileu a Sétimo Apseu.